# Méridien de Greenwich
Ne doit pas être confondu avec Le Méridien de Greenwich (roman).

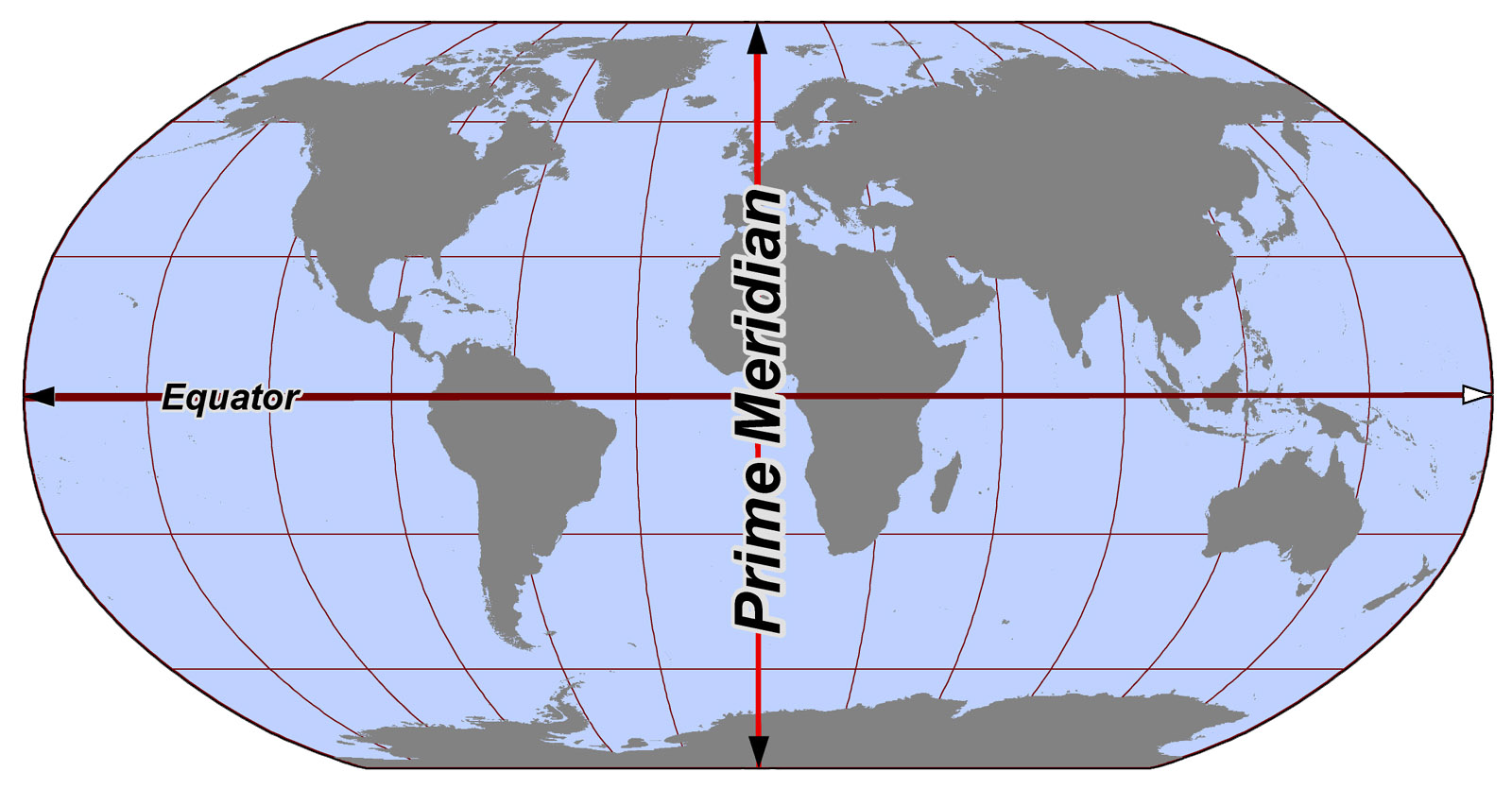
Emplacement du méridien de Greenwich (ligne rouge verticale) sur un planisphère.

Le méridien de Greenwich est le méridien qui sert de référence internationale de longitude, ce qui justifie les noms de « méridien origine » et de « premier méridien » tous deux issus de l'anglais prime meridian[réf. nécessaire]. Néanmoins, c'est le méridien de référence de l'IERS (IRM = « International Reference Meridian ») situé à une centaine de mètres qui sert, par exemple, de référence pour le système de géolocalisation GPS, le système géodésique WGS 84, pour toutes les cartes marines de l'Organisation hydrographique internationale depuis 1983 et, également, pour la navigation aérienne par l'Organisation de l'aviation civile internationale depuis 1989.

## Description
Le méridien de Greenwich est un premier méridien, c’est-à-dire un méridien où la longitude est définie comme égale à 0°. À la différence des parallèles qui sont définis par l'axe de rotation et l'équateur de la Terre, le choix d'un méridien de référence est conventionnel.
Celui de Greenwich, dans la banlieue de Londres au Royaume-Uni, passe à travers l'Observatoire royal. Il rencontre le continent européen à Villers-sur-Mer où un musée, le Paléospace l'Odyssée, en propose l'interprétation. Avec le 180e méridien qui lui est directement opposé, il définit les hémisphères est et ouest.

## Histoire

### Origines
Différents méridiens premiers furent utilisés par le passé. Au XIVe siècle, Nicolas Oresme, évêque de Lisieux et conseiller du roi de France Charles V, affirmait déjà qu'il faudrait une ligne de démarcation qui déterminerait quand commence chaque jour calendaire. À partir du XVIe siècle, chaque puissance maritime européenne choisit un méridien d'origine qui lui est propre, comme le méridien de Paris par exemple. En 1634 de nombreux géographes et astronomes recommandèrent le méridien de Ferro, positionné 20° à l'ouest de celui de Paris. Il fut largement et durablement adopté par les cartographes d'Europe continentale. Mais cette convention n'était pas partagée par l'ensemble du monde britannique.

### Les différents méridiens de Greenwich
La définition historique du méridien de Greenwich, arrêtée en 1783, était la position de la lunette méridienne de James Bradley. Cependant une nouvelle lunette méridienne fut mise en place par George Biddell Airy en 1850 dans une salle voisine, 13 mètres plus à l'est ; et c'est cette seconde position qui sert de référence internationale depuis 1884. La Grande-Bretagne continue cependant à utiliser le méridien défini par l'instrument de Bradley, pour sa propre cartographie. Les cartes de l'Ordnance Survey sont ainsi toujours décalées à l'ouest du méridien international de 0.417″ (secondes d'arc), correspondant aux 13 mètres.
Le méridien de Greenwich comme standard international fut adopté en octobre 1884 à la conférence internationale du méridien de Washington. En contrepartie de l'adoption du méridien de Greenwich, les Britanniques se sont engagés à adopter le système métrique, adhérant à la Convention du Mètre la même année.
Greenwich l'emporta pour deux raisons principales. D'une part, les deux tiers de la flotte mondiale (dont la marine américaine) utilisaient déjà le méridien de Greenwich. D'autre part, le système de fuseaux horaires, basés sur le méridien de Greenwich, adopté aux États-Unis par les compagnies ferroviaires l'année précédente était jugé parfaitement satisfaisant. En effet, l'adoption d'un méridien d'origine n'a pas pour seul but d'unifier les coordonnées géographiques. Elle vise surtout à organiser les références temporelles.
Le système géodésique mondial actuel, dit WGS 84, utilise le méridien de référence de l'IERS, avec une longitude 0° située environ 5.3102″ (secondes d'arc) à l'est du méridien de 1884 ; cela induit un décalage de 102,478 m à la latitude de l'Observatoire royal selon une étude précise de l'université de Virginie publiée en 2015. La raison de ce décalage tient au fait que les scientifiques de l'époque, n'ont pas pris en considération dans leurs calculs la déviation de la verticale causée par les distorsions locales de la gravité. Le télescope pointé vers l'espace n'était donc pas parfaitement perpendiculaire au moment du calcul des coordonnées du méridien. L'erreur avait été pointée par un satellite dès 1984, mais le méridien n'a jamais été officiellement déplacé.

## Zones traversées

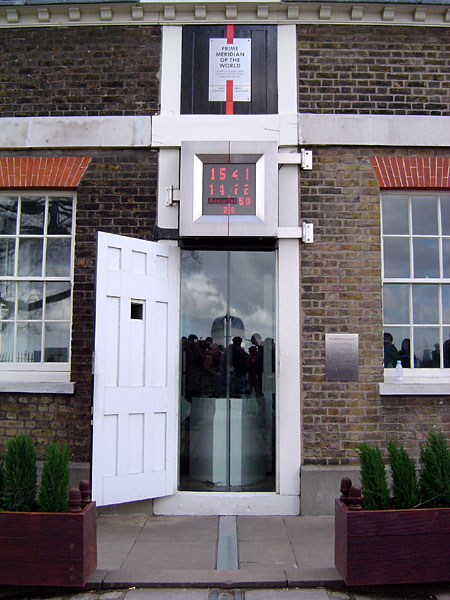
Matérialisation du méridien à l'observatoire de Greenwich.

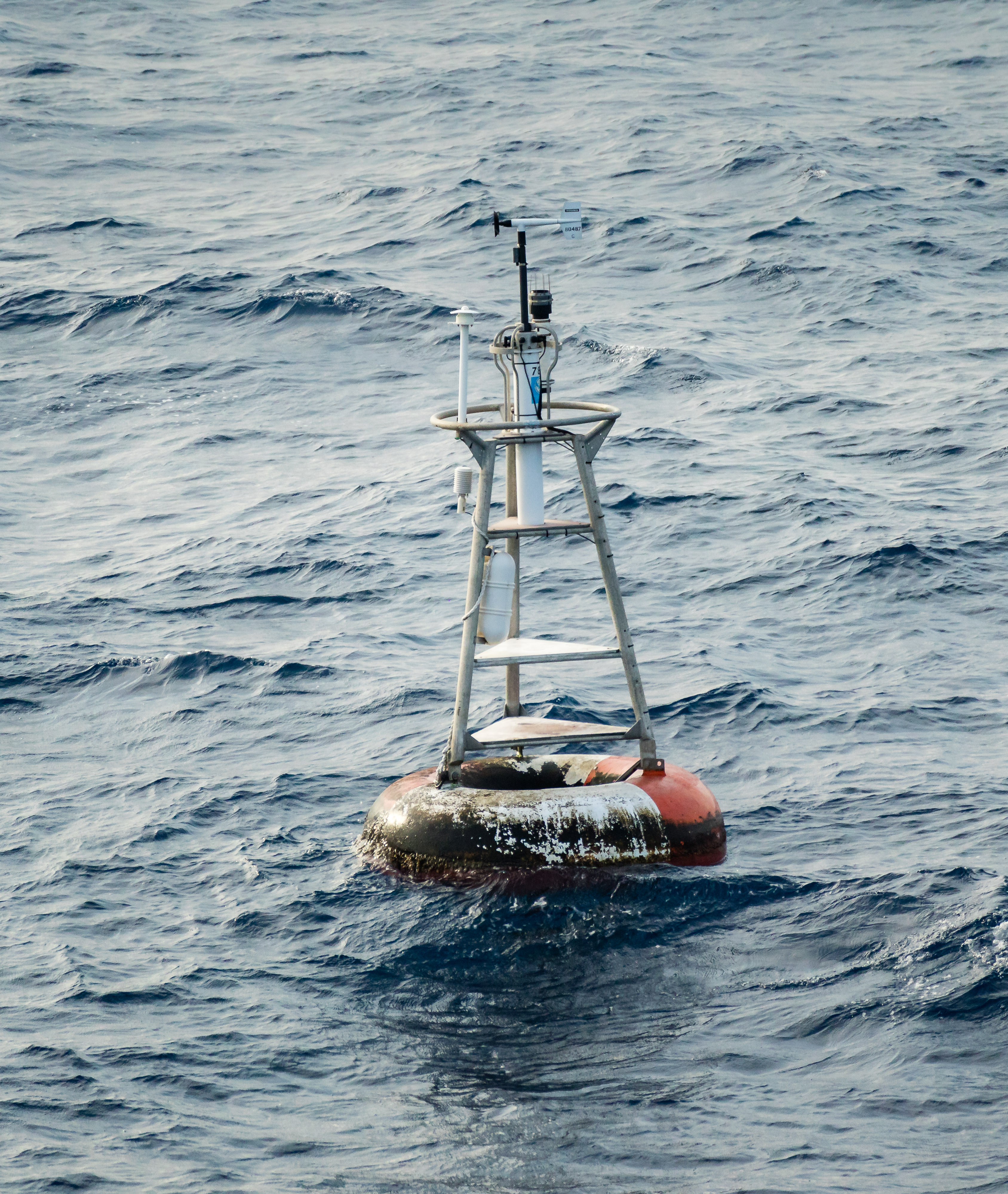
La bouée située au croisement avec l'équateur dans l'Océan Atlantique (point appelé Null Island).

Depuis le pôle Nord jusqu'au pôle Sud, le méridien de Greenwich traverse les régions et pays suivants :
- Océan Arctique.
- Mer du Groenland (passe dans le détroit de Fram, entre le Groenland et l'archipel du Svalbard).
- Mer de Norvège.
- Mer du Nord où il passe à 41 km â l'est de  l'île d'Unst (îles Shetland).
- Royaume-Uni (sur une longueur de 319 km) : depuis Tunstall dans le Yorkshire, puis après une courte traversée de la mer, revient sur terre à proximité de Grimsby, Boston, Cambridge, Royston dans le Hertfordshire, Londres (Greenwich), Danehill dans le Sussex de l'Est, à Peacehaven, qui est une partie du District de Lewes, contenant le port de Newhaven, entre Brighton et Eastbourne.
- Manche.
- France (sur 735 km) : de Villers-sur-Mer (à proximité occidentale de Deauville), à l'est de Caen, sur Argentan, à l'ouest du Mans, sur la commune de La Flèche, sur Parnay, commune située sur la Loire entre Saumur et Montsoreau, sur Chalandray, commune située entre Parthenay et Poitiers, sur Lezay (à l'est de Melle), sur Hiersac, localité située à l'ouest d'Angoulême, entre Libourne et Bergerac, intersection avec le 45e parallèle nord à Puynormand, entre Langon et Marmande, entre Mont-de-Marsan et Auch, à Ibos, commune située à proximité ouest de Tarbes, à Lézignan, village touchant l'est de Lourdes, à Gavarnie, qui est avant l'Espagne la dernière commune française traversée par le méridien de Greenwich.
- Espagne (sur 336 km) : près du Mont Perdu sur le territoire de Fanlo qui est la première municipalité espagnole traversée par le méridien de Greenwich, sur Villanueva de Sigena, Monroyo, puis entre Saragosse et Lleida, à l'est de Caspe, sur Fórnoles, Herbés, Albocàsser, à proximité de Castellón de la Plana.
- Golfe de Valence (Mer Méditerranée)
- Espagne : De nouveau sur terre depuis Dénia (située au sud de Valence), jusqu'à Campomanes, Altea, qui est la dernière municipalité espagnole traversée par le méridien.
- Mer Méditerranée
- Algérie (sur 1 555 km) : passe exactement à Stidia commune côtière de la wilaya de Mostaganem, (le méridien est marqué sur la RN11), à Hacine (commune de la wilaya de Mascara) à l'ouest de Mascara, à Aïn Fekan (commune située sur la RN7 entre Mascara et Sidi-bel-Abbès, entre Youb et Saïda, à l'est de Adrar par l'oasis de Guentour, à l'ouest de Reggane, enfin le méridien passe en Algérie à l'ouest de Bordj Badji Mokhtar en plein désert.
- Mali (sur 760 km) : à Arabou (village situé entre Gaouna et Gao).
- Burkina Faso (sur 430 km) : à l'est de Lalgaye.
- Togo (sur 39 km) : à l'ouest de Tami
- Ghana (sur 569 km) : à Yendi, à Tema (à proximité d'Accra)
- Golfe de Guinée (sur 396 km).
- Océan Atlantique Sud.
- Antarctique (sur 2 331 km jusqu'au pôle Sud) : Terre de la Reine Maud.

Méridien de Greenwich dans l'hémisphère nord.